# Перлин, Илья Львович
Илья Львович Перлин (1895 — 1977) — советский учёный-металлург, известный специалист в области обработки металлов давлением, доктор технических наук, профессор (1948 г.) Московского института цветных металлов и золота, заслуженный деятель науки и техники РСФСР. Создатель теории волочения цветных металлов и сплавов и теории прессования металлов.

## Биография
Родился в 1895 году.
Окончил Московскую горную академию (1924). В 1923 г., еще будучи студентом, по рекомендации Т. М. Алексенко-Сербина поступил на Кабельный завод им. Баскакова мастером, затем стал начальником проволочного цеха. В 1923—1926 гг. под руководством Т. М. Алексенко-Сербина на Государственном кабельном заводе № 2 им. Баскакова было организовано опытно-промышленное производство металлического вольфрама и молибдена, разработана технология порошковой металлургии тугоплавких металлов и начат выпуск вольфрамовой и молибденовой проволоки для ламп и других электротехнических изделий. И. Л. Перлин принимал активное участие в организации первого в стране опытно-промышленного производства тугоплавких металлов, проектировал оборудование, осваивал технологический процесс, в частности операции механической обработки вольфрама и молибдена.
В период с 1925 по 1947 г. находился на ответственных должностях в промышленности. Многие годы посвятил преподавательской работе в Институте цветных металлов и золота им. М. И. Калинина. Являлся первым деканом созданного в 1930 году технологического факультета. В 1948 году получил звание профессора, в том же году был избран заведующим кафедры «Обработка металлов давлением». Кафедрой руководил до 1961 года.
Также читал лекции в Институте стали и сплавов. С 1961 года, после перевода Института цветных металлов и золота в Красноярск — профессор Вечернего металлургического института. Работал в институте «Цветметобработка».
Скончался в Москве в 1977 году, похоронен на Востряковском кладбище.

## Научная деятельность
Докторскую диссертацию защитил в 1957 году, её основой стали научные разработки в области теории волочения цветных металлов и сплавов. Является создателем теории волочения цветных металлов и сплавов и теории прессования металлов. Автор «формулы Перлина».
Этим же вопросам посвящены его главные научные труды, такие, как «Теория волочения» (1957 г.), «Теория прессования металлов» (1964 г.) и другие работы.

## Избранные труды[4]
- Цветные металлы … : Т. 1- / Под общ. ред. Е. Г. Деречей. Т. 2: , Технология цветных металлов и сплавов : Вып. 2 / Составили: Ю. К. Баймаков, П. С. Истомин, И. Л. Перлин, Б. Ф. Хизингер, И. Н. Хренов, Н. С. Цамутали. — 1931.
- Истомин П. С., Перлин И. Л. Прокатка цветных металлов … / П. С. Истомин, И. Л. Перлин. — Москва ; Ленинград ; Свердловск : Госметаллургиздат, 1933.
- Истомин П. С., Берман С. И., Перлин И. Л. Прокатка цветных металлов / П. С. Истомин, С. И. Берман, И. Л. Перлин; Под ред. проф. П. С. Истомина Допущено Глав. упр. учеб. заведений НКТП СССР в качестве учебника металлург. втузов. — Москва ; Ленинград ; Свердловск : Госметаллургиздат, 1933
- Перлин И. Л. Волочение цветных металлов и сплавов / И. Л. Перлин; Под ред. проф. П. С. Истомина. — Москва ; Ленинград ; Свердловск : Металлургиздат, 1934.
- Перлин И. Л. Изготовление плоской проволоки прямоугольного сечения прокаткой в холодном состоянии и оборудование для него. // Сборник статей по обработке цветных металлов / Под ред. Е. Г. Деречей; Всес. науч. инж.-техн. о-во цветной и золото-платиновой пром-сти. — Москва ; Ленинград ; Свердловск : Металлургиздат, 1934.
- Перлин И. Л., Гинзбург Е. Г. Технико-экономическое планирование на заводах по производству и обработке сплавов цветных металлов : (Техника и формы для расчетов) : Конспект лекций, прочит. проф. Перлиным И. Л. в 1946—1948 гг. студентам Инж.-экон. и Технол. фак / Моск. ин-т цвет. металлов и золота им. М. И. Калинина. Кафедра организации и планирования производства. — Москва : Стеклогр. Минцветметзолото, 1949.
- Разумов И. М., Перлин И. Л. Техническое нормирование в цветной металлообрабатывающей промышленности. — Москва : Металлургиздат, 1951.
- Перлин И. Л. Теория волочения. — Москва : Металлургиздат, 1957.
- Технология цветных металлов : [Сборник статей / Ред. коллегия: проф. И. Л. Перлин (отв. ред.) и др.]. — Москва : Металлургиздат, 1958.
- Перлин И. Л. Методические указания к расчету давлений при прессовании / проф. Перлин И. Л.; М-во высш. и сред. спец. образования РСФСР. Красноярский ин-т цветных металлов им. М. И. Калинина. Кафедра обработки металлов давлением. — Изд. 2-е, испр. и доп.). — Москва, 1961.
- Перлин И. Л., Гринберг Л. А. Методические указания к проектированию цехов по обработке нежелезных металлов давлением / проф. Перлин И. Л. и доц. Гринберг Л. А.; М-во высш. и сред. спец. образования РСФСР. Красноярский ин-т цветных металлов им. М. И. Калинина. Кафедра обработки металлов давлением. — Москва, 1961.
- Методические материалы по специальному курсу «Обработка металлов давлением» / редакционная комиссия: И. Л. Перлин [и др.]; М-во высш. и сред. спец. образ. СССР. Красноярск. ин-т цв. металлов им. М. И. Калинина. Кафедра «Обработка металлов давлением». — Москва, 1961.
- Перлин И. Л. Теория прессования металлов. — Москва : Металлургия, 1964.
- Перлин И. Л., Шапиро З. Я. Механизм и закономерности контактного трения при обработке металлов давлением / ВИЛСОНТИ. — Б. м. : Б. и., 1965.
- Вульфович Л. Б., Перлин И. Л. Производство полуфабрикатов из порошков и гранул цветных металлов : (Обзор зарубежной литературы) / М-во цв. металлургии СССР. Центр. науч.-исслед. ин-т информации и техн.-экон. исследований цв. металлургии. — Москва : Б. и., 1968.
- Перлин И. Л., Ерманок М. З. Теория волочения. — 2-е изд., перераб. и доп. — Москва : Металлургия, 1971.
- Перлин И. Л., Райтбарг Л. Х. Теория прессования металлов. — 2-е изд., перераб. и доп. — Москва : Металлургия, 1975.
- Обработка металлов и сплавов давлением : [Сборник статей] : [Посвящается 80-летию засл. деят. науки и техники РСФСР проф. д. т. н. И. Л. Перлина / Ред. коллегия: А. Ф. Белов] [и др.]; ВИЛС. — [Москва] : Б. и., 1976.

## Признание
Заслуженный деятель науки и техники РСФСР.